# Peter Bradshaw
Peter Nicholas Bradshaw (nacido el 19 de junio de 1962) es un escritor y crítico de arte y cine británico. Ha sido crítico de cine jefe en The Guardian desde 1999 y editor colaborador en Esquire.

## Primeros años y educación
Bradshaw se educó en Haberdashers' Aske's Boys' School en Hertfordshire y estudió inglés en Pembroke College, Cambridge, donde fue presidente de Cambridge Footlights. Obtuvo una licenciatura en 1984, seguida de una investigación de posgrado en el período moderno temprano en el que estudió con Lisa Jardine y Anne Barton. Recibió su doctorado en 1989.

## Carrera
En la década de 1990, Bradshaw trabajó como columnista en el Evening Standard, y durante la campaña electoral general de 1997, el editor Max Hastings le pidió que escribiera una serie de anotaciones paródicas en su diario supuestamente escritas por el parlamentario e historiador conservador Alan Clark, que Clark pensaba engañosas y que fueron objeto de un caso judicial resuelto en enero de 1998, el primero en la historia del periódico en el que el sujeto de una sátira demandó a su autor. Bradshaw no fue colocado en el estrado de los testigos por su QC Peter Prescott, y el juez Gavin Lightman falló a favor de Clark, concediendo una orden judicial, decidiendo que los artículos de Bradshaw se estaban publicando en una forma que «un número sustancial de lectores» creería que realmente fueron escritos por Alan Clark. Bradshaw lo consideró «el asunto más extraño y surrealista de mi vida profesional. Me siento muy halagado de que el señor Clark se haya tomado todas estas molestias y gastos al demandarme de esta manera».
Desde 1999, Bradshaw ha sido crítico de cine jefe de The Guardian y escribe una columna de reseña semanal todos los viernes para la sección Cine y Música del periódico. Es crítico invitado habitual del programa Film... transmitido en BBC One. Estaba en el jurado Un Certain Regard del Festival Internacional de Cine de Cannes de 2011.
Escribió e interpretó un programa de BBC Radio 4 titulado For One Horrible Moment, grabado el 10 de octubre de 1998 y transmitido por primera vez el 20 de enero de 1999, que narraba la mayoría de edad de un joven en Cambridgeshire en la década de 1970. Su agridulce cuento Reunion, transmitido por primera vez en BBC Radio 4 el 21 de octubre de 2016, fue narrado por Tom Hollander y descrito como «triste y astuto, y conectado de manera impermeable con mediados de los años setenta y lo que se sentía ser joven». Otro cuento, titulado Neighbors of Zero, transmitido por primera vez en Radio 4 el 17 de noviembre de 2017, fue narrado por Daniel Mays. La historia de Bradshaw Senior Moment, transmitida por primera vez en Radio 4 el 22 de mayo de 2020, fue narrada por Michael Maloney. Bradshaw coescribió y actuó en la comedia Baddiel's Syndrome de David Baddiel, que se emitió por primera vez en Sky One.

## Películas favoritas
En una encuesta de Sight & Sound de 2022 sobre las mejores películas del cine, Bradshaw indicó que sus diez favoritas son:
- The Addiction (Estados Unidos, 1995)
- Boyhood (Estados Unidos, 2014)
- Annie Hall (Estados Unidos, 1977)
- Narciso negro (Reino Unido, 1947)
- Zama (Argentina, 2017)
- Sin techo ni ley (Francia, 1985)
- De humor para amar (China, 2000)
- Ocho sentencias de muerte (Reino Unido, 1949)
- Toro salvaje (Estados Unidos, 1980)
- Cantando bajo la lluvia (Estados Unidos, 1952)

## Premios
Bradshaw ha sido preseleccionado cuatro veces en los premios The Press en la categoría de Crítico del año, en 2001, 2007, 2013 y 2014, «Altamente recomendado» la última vez.